# Ла-Вильнёв-Бельнуа-э-ла-Мез
Ла-Вильнёв-Бельнуа́-э-ла-Мез (фр. La Villeneuve-Bellenoye-et-la-Maize) — коммуна во Франции, находится в регионе Франш-Конте. Департамент — Верхняя Сона. Входит в состав кантона Везуль-Эст. Округ коммуны — Везуль.
Код INSEE коммуны — 70558.

## География
Коммуна расположена приблизительно в 320 км к юго-востоку от Парижа, в 55 км севернее Безансона, в 12 км к северо-востоку от Везуля.
По территории коммуны протекает река Дюржон.

## Население
Население коммуны на 2010 год составляло 127 человек.
| 1962 | 1968 | 1975 | 1982 | 1990 | 1999 | 2010 |
| ---- | ---- | ---- | ---- | ---- | ---- | ---- |
| 83   | 103  | 86   | 135  | 162  | 141  | 127  |

## Экономика

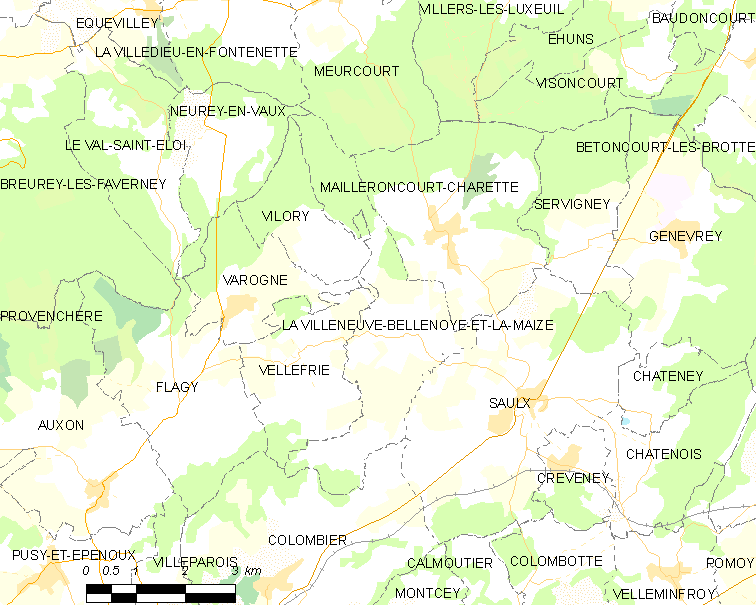
Карта коммуны

В 2010 году среди 90 человек трудоспособного возраста (15—64 лет) 72 были экономически активными, 18 — неактивными (показатель активности — 80,0 %, в 1999 году было 66,7 %). Из 72 активных жителей работали 70 человек (39 мужчин и 31 женщина), безработных было 2 (1 мужчина и 1 женщина). Среди 18 неактивных 3 человека были учениками или студентами, 10 — пенсионерами, 5 были неактивными по другим причинам.